# اوپاتوف (ناحیه سویتاوی)
اوپاتوف (به چکی: Opatov) یک منطقهٔ مسکونی در جمهوری چک است که در ناحیه سویتاوی واقع شده‌است. اوپاتوف ۲۹٫۷۳ کیلومتر مربع مساحت و ۱٬۱۴۴ نفر جمعیت دارد و ۴۳۸ متر بالاتر از سطح دریا واقع شده‌است.